# DJ Khaled
Халед Мохамед Халед (англ. Khaled Mohammed Khaled; род. 26 ноября 1975, Новый Орлеан, Луизиана, США), более известный под сценическим именем DJ Khaled, — хип-хоп исполнитель, битмейкер, музыкальный продюсер. В 2006 году выпустил свой первый альбом под названием Listennn... the Album. В 2007 году альбом We the Best, We Global (2008) и Victory (2010).

## Биография
Dj Khaled родился в Новом Орлеане, штат Луизиана. Он имеет палестинские корни и живёт в Пемброк-Пайнс. С 2004 по 2006 помогал таким исполнителям как Fabolous, Fat Joe.
В июне 2006 года его дебютный альбом Listennn ... Album дебютировал на # 12 Billboard 200.
We the Best следуют в 2007 году с сингла «I’m So Hood» с T-Pain, Trick Daddy, Plies, и Rick Ross и «We Takin 'Over» с T.I., Akon, Rick Ross, Fat Joe, Birdman и Lil Wayne. «We Takin 'Over» достиг максимального уровня #28 на Billboard Hot 100. В том же году Dj Khaled завоевал две награды: за лучшее видео («We Takin Over»), а другая — за лучшего радио диджея.
В 2008 году третий альбом Халеда We Global вышел с сингла «Out Here Grindin» с Akon, Rick Ross, Trick Daddy, Ace Hood, и «Go Hard» с Kanye West и T-Pain.
Он был назначен президентом Def Jam South в 2009 году.
Его четвёртый студийный альбом под названием Victory был выпущен в начале 2010 года. В записи альбома принимали участие Drake, Lil Wayne, Rick Ross, Nas, Snoop Dogg, Ludacris, Nelly и многие другие. Сингл «All I Do Is Win» был сертифицирован как золотой сингл. Другие синглы включают в себя: «Put Your Hands Up» и «Fed Up». Альбом был низких продаж и дебютировал на # 12 на Billboard 200.
DJ Khaled объявил название альбома We the Best Forever на Twitter. 19 августа Халед подписал контракт с Cash Money Records вместе с Universal Motown. С подтвержденным гостей Fat Joe, Chris Brown, Keyshia Cole, Cee Lo Green, Cool & Dre, Rick Ross, Kanye West, Jay-Z, Nas, Birdman, Lil Wayne, Akon, Drake. Первый сингл под названием «Welcome to My Hood» был выпущен в январе 2011 года. Песня впервые выпущена под Cash Money Records и Universal Motown. Клип был снят в Майами показывая камео от Flo Rida, Bow Wow, Busta Rhymes, и другие.
Сингл I’m the One (записанный при участии Джастина Бибера, Quavo, Chance the Rapper и Лил Уэйна) в мае 2017 года возглавил хит-парады Австралии, США (Billboard Hot 100) и Великобритании (UK Singles Chart).
16 июня выпустил совместный сингл «Wild Thoughts» с барбадосской певицей Рианной.
27 июля 2018 года вышел сингл «No Brainer» при участии Джастина Бибера.

## Дискография

### Альбомы
- Listennn… the Album (2006)
- We the Best (2007)
- We Global (2008)
- Victory (2010)
- We the Best Forever (2011)
- Kiss the Ring (2012)
- Suffering from Success (2013)
- I Changed a Lot (2015)
- Major Key (2016)
- Grateful (2017)
- Father of Asahd (2019)
- Khaled Khaled (2021)
- God Did (2022)

## Награды и номинации
- BET Awards
  - 2008, Лучшая совместная работа («I’m So Hood (Remix)») с Young Jeezy, Ludacris, Busta Rhymes, Big Boi, Lil Wayne, Fat Joe, Birdman, & Rick Ross (номинирован)[3]
- BET Hip Hop Awards
  - 2009, DJ Года (номинирован)
  - 2008, DJ Года (Выиграл)[4]
  - 2008, MVP Года (номинирован)[5]
  - 2008, Лучшая совместная работа («I’m So Hood (Remix)») с Young Jeezy, Ludacris, Busta Rhymes, Big Boi, Lil Wayne, Fat Joe, Birdman, & Rick Ross (Выиграл)[6]
  - 2007, People’s Champ Award («We Takin' Over») с Akon, T.I., Rick Ross, Fat Joe, Birdman, & Lil Wayne (номинирован)[7]
  - 2007, Лучшая хип-хоп совместная работа («We Takin' Over») с Akon, T.I., Rick Ross, Fat Joe, Birdman, & Lil Wayne (номинирован)[8]
- Ozone Awards
  - 2008, DJ Года (Выиграл)[9]